# Сапегув
Сапегув (пол. Sapiehów) — село в Польщі, у гміні Соснувка Більського повіту Люблінського воєводства.
Населення — 159 осіб (2011).
У 1975-1998 роках село належало до Білопідляського воєводства.

## Демографія
Демографічна структура станом на 31 березня 2011 року:
|          | Загалом | Допрацездатний вік | Працездатний вік | Постпрацездатний вік |
| -------- | ------- | ------------------ | ---------------- | -------------------- |
| Чоловіки | 76      | 16                 | 48               | 12                   |
| Жінки    | 83      | 13                 | 49               | 21                   |
| Разом    | 159     | 29                 | 97               | 33                   |